# روبرت أوين (رسام)
روبرت أوين (بالإنجليزية: Robert Owen)‏ هو نحات ورسام وفنان أسترالي، ولد في 29 يونيو 1937 في سيدني في أستراليا.

## النشأة و التعليم
ولد روبرت أوين في سيدني عام 1937، ودرس النحت في المدرسة الوطنية للفنون في سيدني على يد ليندون دادسويل.